# Karaș, Vrața
Karaș (în bulgară Караш) este un sat în comuna Roman, regiunea Vrața,  Bulgaria. 

## Demografie
Componența etnică a satului Karaș
     Bulgari (10,63%)
     Nicio identificare (89,36%)
     Altele (0%)
La recensământul din 2011, populația satului Karaș era de 47 locuitori. Nu există o etnie majoritară, locuitorii fiind  și bulgari (10,63%). Pentru 89,36% din locuitori nu este cunoscută apartenența etnică.